# Villa di Geggiano
La villa di Geggiano è un edificio situato nell'omonima località nei pressi di Ponte a Bozzone, nel comune di Castelnuovo Berardenga, in provincia di Siena.

## Storia

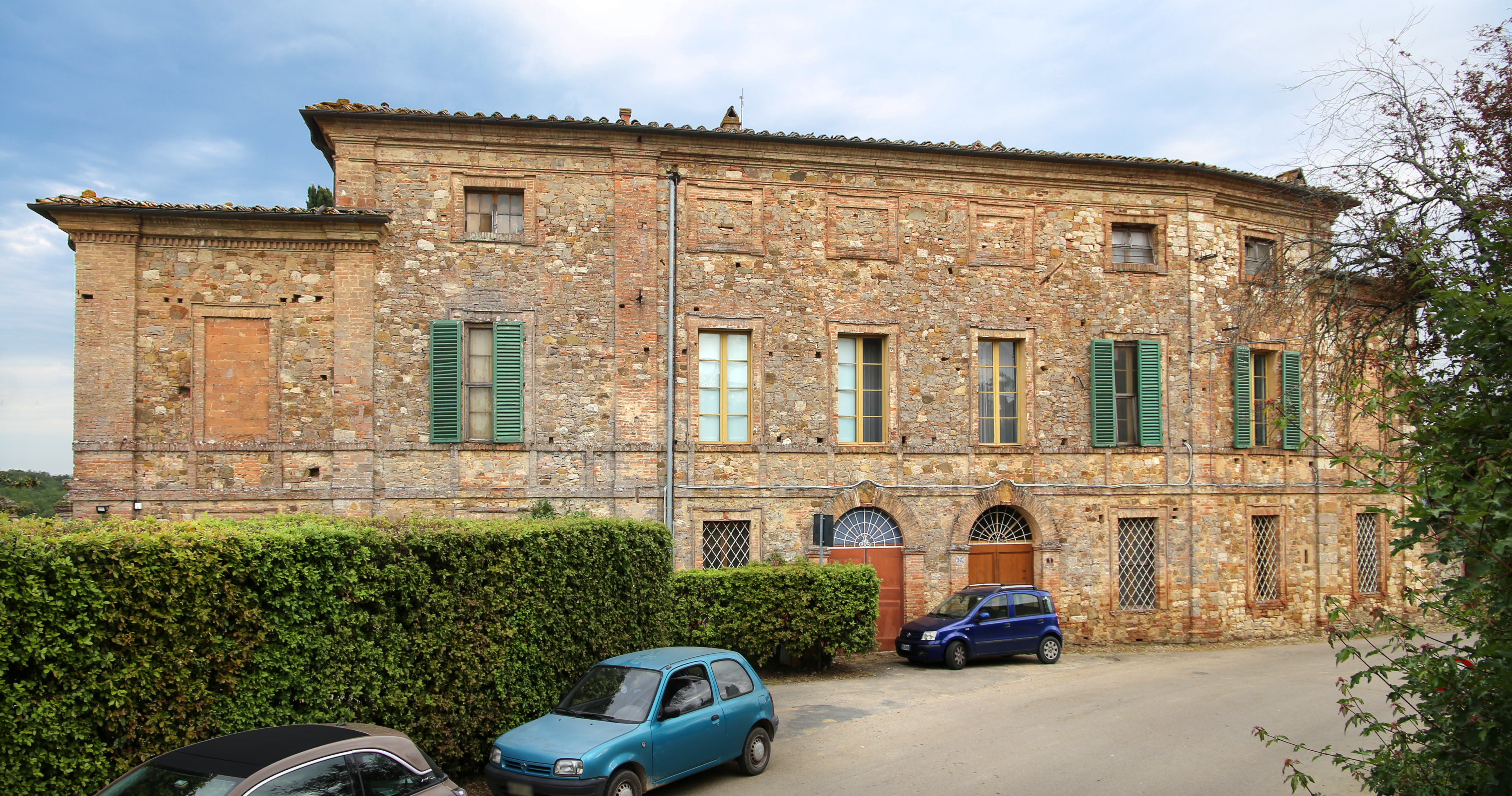
Facciata sulla strada

L'edificio, di proprietà della famiglia Bianchi Bandinelli fin dal 1530, era originariamente un casolare che venne trasformato nel 1768 in una grande villa con cappella e giardino, in occasione del matrimonio di Anton Domenico Bianchi Bandinelli con Cecilia Chigi.
Gli interni e gli esterni della villa, compresa la parte anteriore della facciata, sono stati utilizzati per girare alcune scene del film di Bernardo Bertolucci Io ballo da sola del 1996.
Qui Carlo Verdone girò alcune scene del suo film Al lupo al lupo del 1992

## Descrizione

### Villa

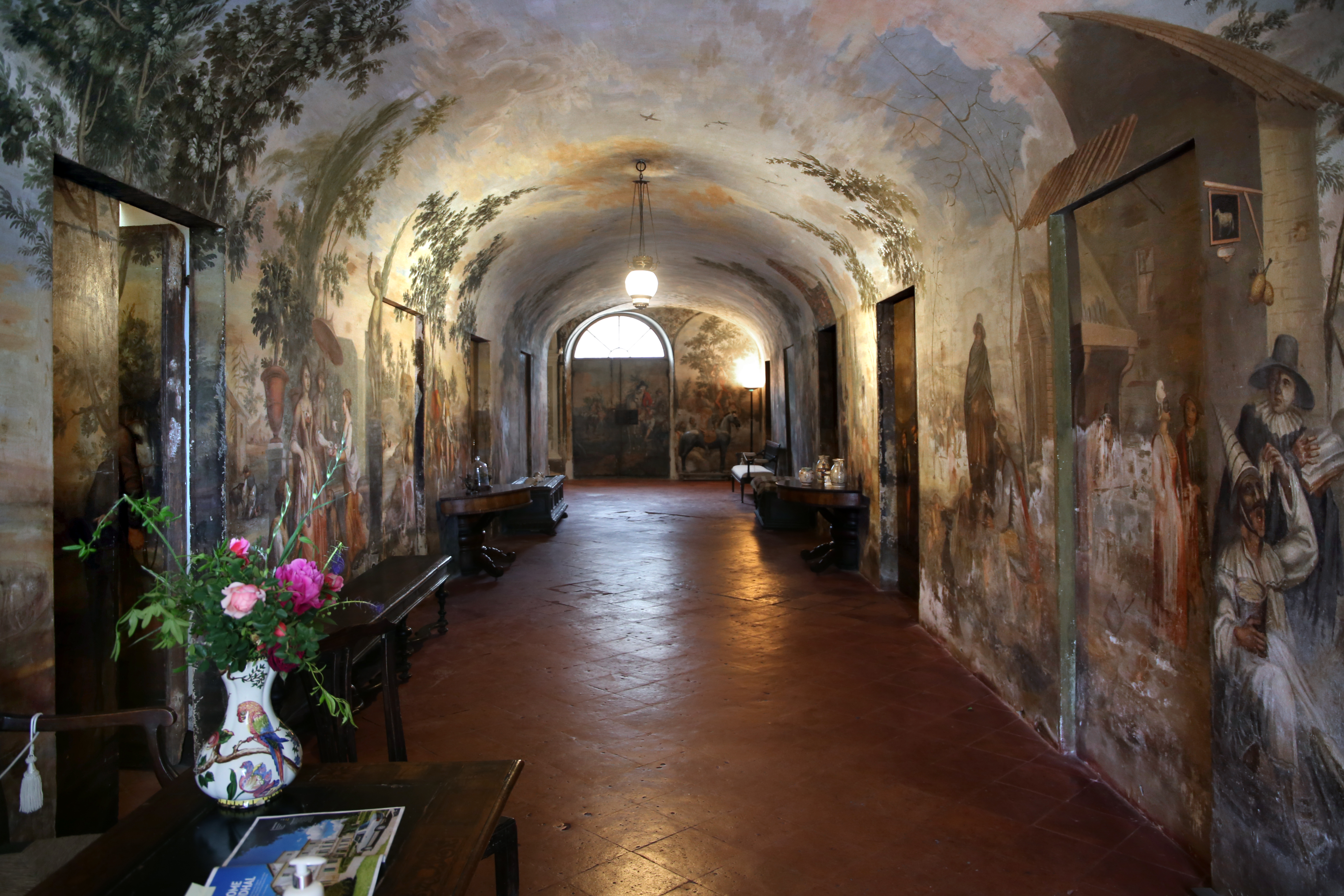
La Galleria dei Mesi

La villa, a pianta rettangolare, si sviluppa su tre piani con un attico centrale che si eleva per un altro piano. Ai fianchi dell'edificio sono addossati due corpi, di cui quello a destra contiene la cappella della Madonna del Rosario. La facciata, estremamente semplice, è rivolta verso il giardino, al cui centro si apre un portone sormontato da un balcone, ed è appena ritmata da piatte lesene e cornici marcapiano.
La cappella fu dificata nel 1768-1799, è preceduta da un atrio e abbellita da stucchi; sull'altare maggiore è una statua della Madonna del Rosario affiancata da due angeli reggicandelabro.
L'interno della villa è impreziosito da un caso di arredamento settecentesco rimasto pressoché intatto dalla sistemazione avvenuta tra il 1768 e il 1779. Sin dal vestibolo colpiscono gli affreschi delle scene delle stagioni e i ritratti della famiglia e dei conoscenti amici (tra cui anche Alessandra Mari, esponente del movimento antigiacobino del "Viva Maria!"), opera del tirolese Ignazio Moder (1790 circa, seguendo alcuni disegni di Giuseppe Zocchi). Lo spirito cosmopolita di Mario Bianchi Bandinelli si manifesta anche in altre scelte esotiche, come le carte da parati parigine, i panni con le cineserie ed altri arredi eccentrici ma di buon gusto.
Al primo piano si è anche conservata la camera con letto a baldacchino dove dormì Vittorio Alfieri, ospite della villa che pare abbia recitato alcuni dei propri componimenti poetici nel suggestivo teatro all'aperto. Nella "camera del cardinale" è conservato un letto in cui si dice abbia dormito Pio VI, quando nel 1798 dovette fuggire da Roma.

### Parco

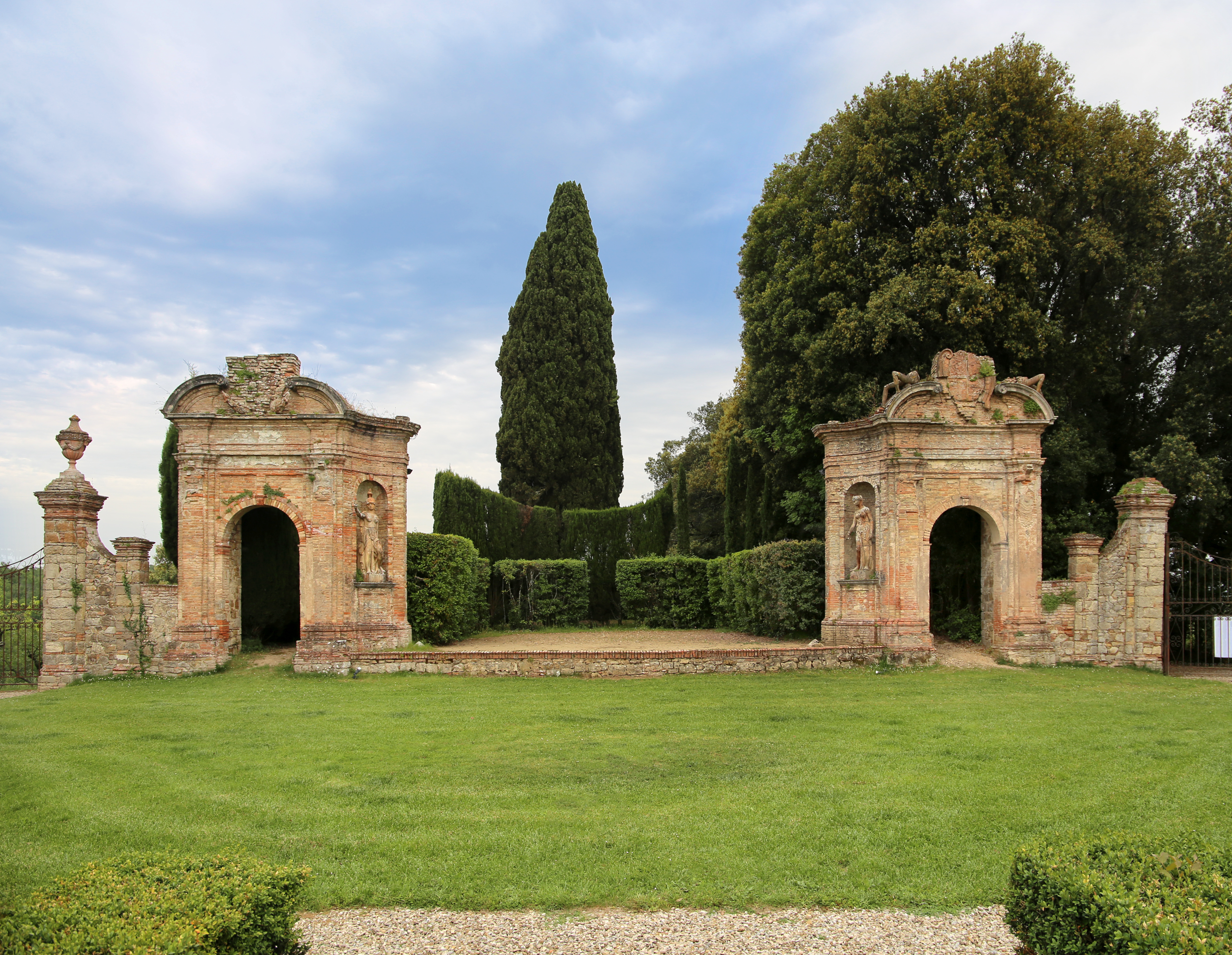
Il teatro di verzura

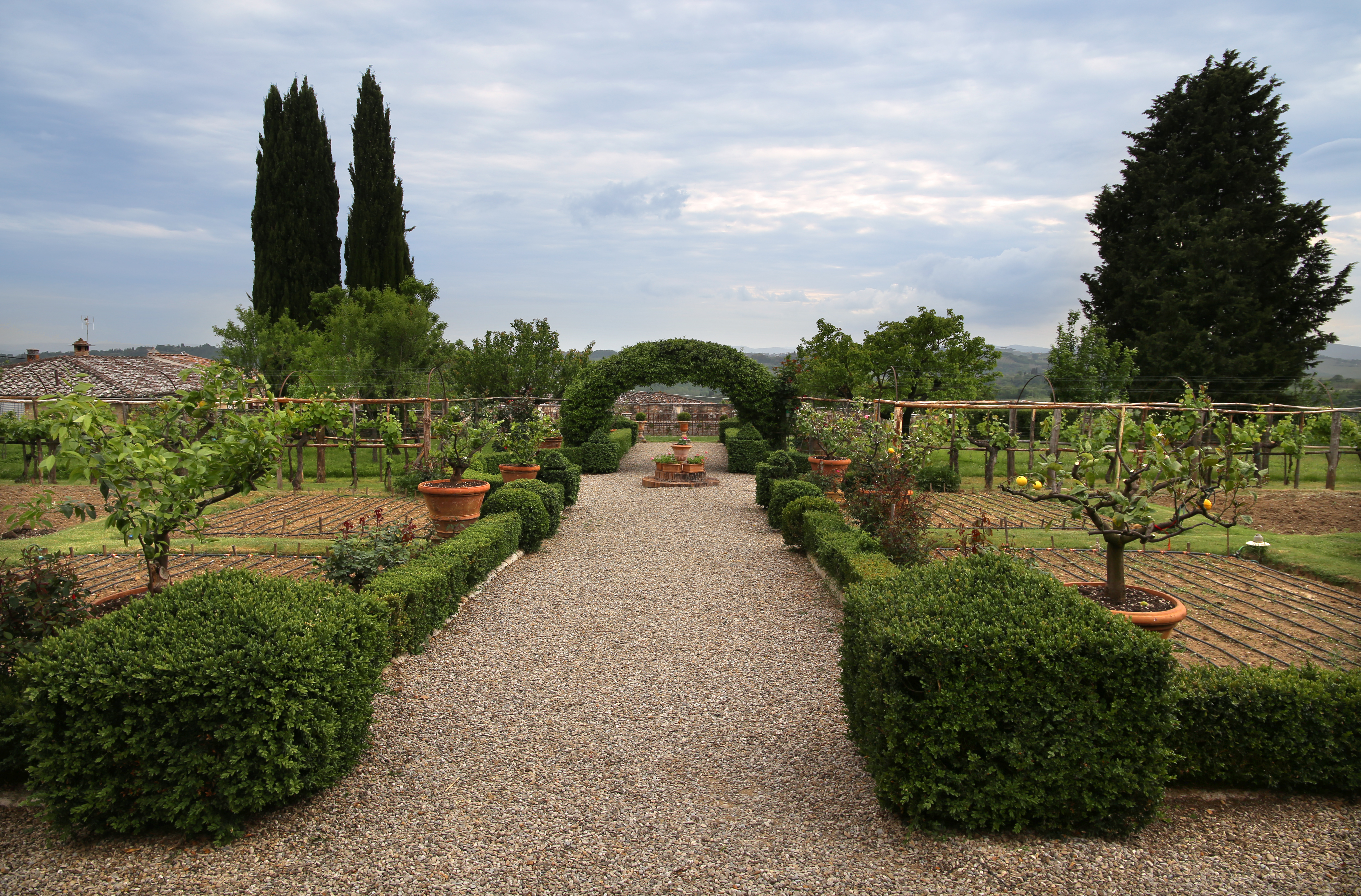
Il giardino formale

Un lungo viale alberato, di cipressi nel primo tratto e di lecci nel secondo, termina al cancello d'ingresso, posto parallelamente al teatro di verzura, sul lato sud del giardino.
All'interno del giardino sono riconoscibili due zone: una antistante la villa nota come il Piazzone, l'altra l'orto-giardino. La prima è impostata, rispetto alla facciata su un asse di simmetria, ai cui lati si trovano grandi aiuole a prato contornate da basse siepi di bosso, e si conclude, a sud, con il settecentesco teatro di verzura. Questo, leggermente sopraelevato è circondato da alte siepi di alloro e da un proscenio, composto da due arcate gemelle, sormontate da trionfali frontoni in cui sono inseriti gli stemmi delle famiglie Bianchi Bandinelli e Chigi Zondadari. Le arcate sono ornate da nicchie contenenti le statue della Tragedia e della Commedia, scolpite dallo scultore maltese Bosio.
Qui l'Alfieri mise in scena una delle sue tragedie (non sappiamo quale, forse la Mirra), quando nel 1783 si stampò a Siena la prima edizione delle sue opere teatrali: pare che indispettito dal dilettantismo degli attori egli stesso recitò una parte.
Tutto il giardino è cinto da un alto muro ove si aprono sei cancelli, fiancheggiati da monumentali pilastri coronati da vasi e statue di scimmiette in terracotta. Le aperture si trovano due a sud, ai lati del teatro, due ad ovest, per l'accesso all'orto, una ad est, verso la campagna e un'altra a nord, a fianco della villa. L'orto-giardino, che occupa una porzione quadrata di terreno ad ovest, culmina con una peschiera in muratura di forma semicircolare ed è organizzato secondo il tipo all'italiana, con geometriche aiuole disposte attorno ad un pozzo.